# Saracinesco
Saracinesco là một đô thị ở tỉnh Roma ở vùng Lazio của Ý, có cự ly khoảng 40 km về phía đông bắc của Roma. Tại thời điểm ngày 31 tháng 12 năm 2004, đô thị này có dân số 169 người và diện tích là 11 km².
Saracinesco giáp các đô thị: Anticoli Corrado, Cerreto Laziale, Mandela, Rocca Canterano, Sambuci, Vicovaro.